# Maidla kommun
Maidla kommun (estniska: Maidla vald) var en tidigare kommun i Estland.   Den låg i landskapet Ida-Virumaa, i den nordöstra delen av landet, 130 km öster om huvudstaden Tallinn.
Den 27 oktober 2013 uppgick kommunen, tillsammans med Püssi stad, i den då utvidgade Lüganuse kommun.

### Karta

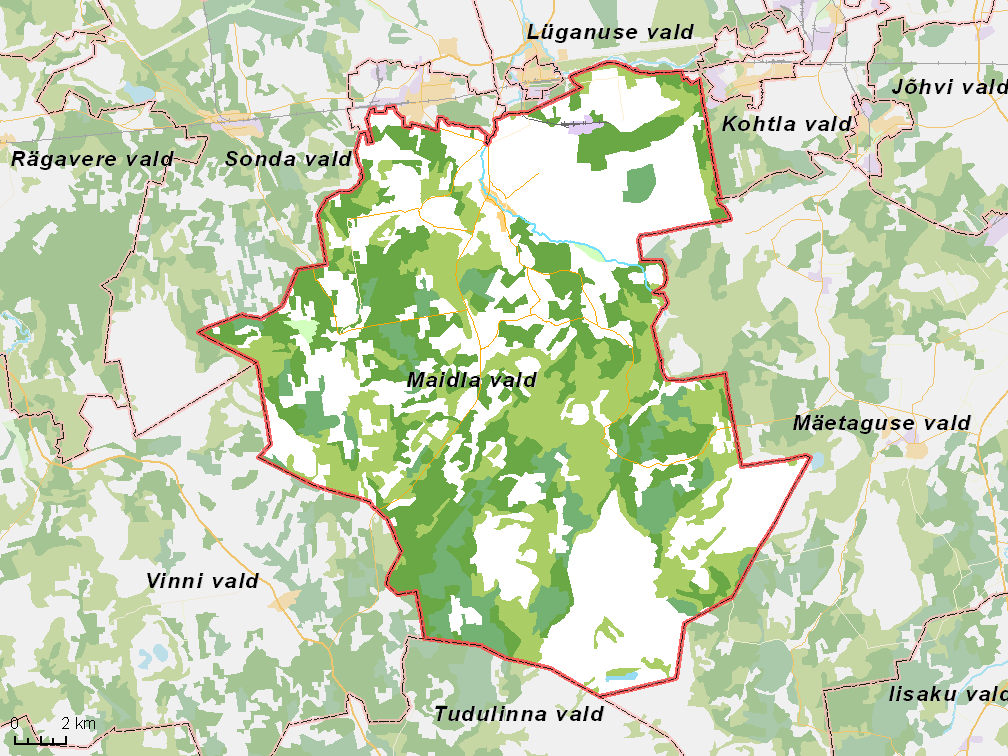
Översiktlig karta över den dåvarande kommunen.

## Orter
I Maidla kommun fanns 27 byar. Byn Savala var kommunens centralort.

### Byar
- Aidu
- Aidu-Liiva
- Aidu-Nõmme
- Aidu-Sooküla
- Aruküla
- Arupäälse
- Aruvälja
- Hirmuse
- Koolma
- Kulja
- Lipu
- Lümatu
- Maidla
- Mehide
- Oandu
- Ojamaa
- Piilse
- Rebu
- Rääsa
- Salaküla
- Savala
- Sirtsi
- Soonurme
- Tarumaa
- Uniküla
- Veneoja
- Virunurme